# CJ온스타일
CJ온스타일(영어: CJ Onstyle)은 1995년 3월 케이블 TV가 본격 방송된 이후 최초로 개국한 홈쇼핑 채널이다.2023년 9월 29일에 전국의 케이블 에선 송출이 중단 된다.
1995년 8월 1일 (주)삼구에서 '홈쇼핑 텔레비전(HSTV)'으로 개국했다. 홈쇼핑 개국 당일 첫방송 판매 상품은 "뻐꾸기시계"였다.
1996년 11월 1일 '39 쇼핑'으로 채널명을 변경하였고 2000년 6월 1일 CJ 39 쇼핑에 이어 2002년 10월 1일 CJ 홈쇼핑, 2009년 5월 1일 CJ오쇼핑으로 채널명을 변경하였다.
2021년 5월 10일 TV홈쇼핑 채널인 'CJ오쇼핑', 온라인 종합몰의 'CJmall'을 하나로 통합해 새 브랜드 CJ온스타일로 변경되었다.
2023년 9월 29일, 전국의 케이블 에선 송출이 중단 된다.

## 방영

### 쇼퍼테인먼트
- 최화정 쇼
- 셀렙샵 TV
- HIT THE STYLE
- 동가게
- 굿 라이프

### 뷰티
- 뷰티의 신

### 여행
- 꽃보다여행

### 식품
- 식타의 고수

### 기타
- 오! 덕후의밤

### 드라마 참여
- 비밀의 여자 KBS 2TV
- 가상 광고+CJ Onstyle 함께

### 종영
- 쇼퍼테인먼트
- 유난희 쇼
- 톡톡다이어리

## 같이 보기
- CJ오쇼핑 소속 쇼호스트 목록